# Montvernier
Montvernier és un municipi francès situat al departament de la Savoia i a la regió d'Alvèrnia-Roine-Alps. L'any 2007 tenia 205 habitants.

## Demografia

### Població
El 2007 la població de fet de Montvernier era de 205 persones. Hi havia 86 famílies de les quals 20 eren unipersonals (8 homes vivint sols i 12 dones vivint soles), 31 parelles sense fills, 31 parelles amb fills i 4 famílies monoparentals amb fills.
La població ha evolucionat segons el següent gràfic:
Habitants censats

### Habitatges
El 2007 hi havia 148 habitatges, 84 eren l'habitatge principal de la família, 58 eren segones residències i 5 estaven desocupats. 134 eren cases i 14 eren apartaments. Dels 84 habitatges principals, 71 estaven ocupats pels seus propietaris, 12 estaven llogats i ocupats pels llogaters i 1 estava cedit a títol gratuït; 2 tenien una cambra, 3 en tenien dues, 21 en tenien tres, 17 en tenien quatre i 41 en tenien cinc o més. 67 habitatges disposaven pel capbaix d'una plaça de pàrquing. A 28 habitatges hi havia un automòbil i a 52 n'hi havia dos o més.

### Piràmide de població
La piràmide de població per edats i sexe el 2009 era:
| Homes | Edats   | Dones |
| ----- | ------- | ----- |
| 0     | 95 o +  | 0     |
| 0     | 90 a 94 | 0     |
| 4     | 85 a 89 | 4     |
| 4     | 80 a 84 | 4     |
| 0     | 75 a 79 | 8     |
| 4     | 70 a 74 | 0     |
| 4     | 65 a 69 | 0     |
| 0     | 60 a 64 | 4     |
| 4     | 55 a 59 | 4     |
| 20    | 50 a 54 | 12    |
| 0     | 45 a 49 | 12    |
| 0     | 40 a 44 | 0     |
| 0     | 35 a 39 | 0     |
| 8     | 30 a 34 | 0     |
| 12    | 25 a 29 | 16    |
| 0     | 20 a 24 | 4     |
| 0     | 15 a 19 | 0     |
| 0     | 10 a 14 | 0     |
| 0     | 5 a 9   | 0     |
| 0     | 0 a 4   | 0     |

## Economia
El 2007 la població en edat de treballar era de 140 persones, 108 eren actives i 32 eren inactives. De les 108 persones actives 106 estaven ocupades (57 homes i 49 dones) i 2 estaven aturades (1 home i 1 dona). De les 32 persones inactives 14 estaven jubilades, 8 estaven estudiant i 10 estaven classificades com a «altres inactius».

### Ingressos
El 2009 a Montvernier hi havia 87 unitats fiscals que integraven 216 persones, la mediana anual d'ingressos fiscals per persona era de 21.151 €.

### Activitats econòmiques
Dels 3 establiments que hi havia el 2007, 1 era d'una empresa d'hostatgeria i restauració, 1 d'una empresa de serveis i 1 d'una entitat de l'administració pública.
L'any 2000 a Montvernier hi havia 8 explotacions agrícoles que ocupaven un total de 216 hectàrees.

## Poblacions més properes
El següent diagrama mostra les poblacions més properes.